# Circonscription de la Guyane
La circonscription de la Guyane était l'unique circonscription législative de 1958 à 1988 que comptait le département de la Guyane (973) situé en région Guyane.

## Historique des députations
| Législature | Début de mandat | Fin de mandat  | Député          | Parti politique | Observations |
| ----------- | --------------- | -------------- | --------------- | --------------- | --- |
| Ire         | 9 décembre 1958 | 23 juin 1962   | Justin Catayée  | PSG             | Mandat écourté à la suite d'une dissolution parlementaire décidée par Charles de Gaulle.                                                                       |
| Ire         | 23 juin 1962    | 9 octobre 1962 | Léopold Héder   | PSG             | Mandat écourté à la suite d'une dissolution parlementaire décidée par Charles de Gaulle.                                                                       |
| IIe         | 6 décembre 1962 | 2 avril 1967   | Léopold Héder   | PSG             | |
| IIIe        | 3 avril 1967    | 30 mai 1968    | Hector Riviérez | UNR             | Mandat écourté à la suite d'une dissolution parlementaire décidée par Charles de Gaulle.                                                                       |
| IVe         | 11 juillet 1968 | 1er avril 1973 | Hector Riviérez | UDR             | |
| Ve          | 2 avril 1973    | 2 avril 1978   | Hector Riviérez | UDR             | |
| VIe         | 3 avril 1978    | 22 mai 1981    | Hector Riviérez | RPR             | Mandat écourté à la suite d'une dissolution parlementaire décidée par François Mitterrand.                                                                     |
| VIIe        | 2 juillet 1981  | 1er avril 1986 | Élie Castor     | PSG             | |
| VIIIe       | 2 avril 1986    | 14 mai 1988    | Élie Castor     | PSG             | Proportionnelle par département, pas de député par circonscription. Mandat écourté à la suite d'une dissolution parlementaire décidée par François Mitterrand. |

## Historique des élections

### Élections de 1958
| Candidat | Candidat                | Parti          | Premier tour | Premier tour | Second tour | Second tour |  |
| Candidat | Candidat                | Parti          | Voix         | %            | Voix        | %           |  |
| --- | ----------------------- | -------------- | ------------ | ------------ | ----------- | ----------- |  |
| | Justin Catayée élu      | PSG            | 3 485        | 42,76        | 3 803       | 40,90       |  |
| | Robert Vignon           | Divers gauche  | 2 707        | 30,44        | 2 808       | 30,20       |  |
| | Édouard Gaumont sortant | Divers droite  | 2 702        | 30,38        | 2 688       | 28,91       |  |
| |                         |                |              |              |             |             |  |
| Inscrits | Inscrits                | Inscrits       | 12 497       | 100,00       | 12 530      | 100,00      |  |
| Abstentions | Abstentions             | Abstentions    | 3 434        | 27,48        | 3 146       | 25,11       |  |
| Votants | Votants                 | Votants        | 9 063        | 72,52        | 9 384       | 74,89       |  |
| Blancs et nuls | Blancs et nuls          | Blancs et nuls | 169          | 1,86         | 85          | 0,91        |  |
| Exprimés | Exprimés                | Exprimés       | 8 894        | 98,14        | 9 299       | 99,09       |  |
| Source : France, Ministère de l'intérieur. Les Elections législatives . Métropole., la Documentation française, 1963 (lire en ligne) |                         |                |              |              |             |             |  |

Le suppléant de Justin Catayée était Léopold Héder. Léopold Héder remplaça Justin Catayée, décédé, du 25 juin 1962 au 9 octobre 1962.
Justin Catayée était non-inscrit. Léopold Héder était membre du groupe parlementaire socialiste.

### Élections de 1962
| Candidat | Candidat                    | Parti          | Premier tour | Premier tour | Second tour | Second tour |  |
| Candidat | Candidat                    | Parti          | Voix         | %            | Voix        | %           |  |
| --- | --------------------------- | -------------- | ------------ | ------------ | ----------- | ----------- |  |
| | Léopold Héder sortant réélu | PSG            | 4 216        | 49,55        | 4 830       | 51,18       |  |
| | Roland Barrat               | Divers         | 3 964        | 46,59        | 4 607       | 48,82       |  |
| | Georges Guéril              | UNR-UDT        | 328          | 3,86         |             |             |  |
| |                             |                |              |              |             |             |  |
| Inscrits | Inscrits                    | Inscrits       | 13 106       | 100,00       | 13 122      | 100,00      |  |
| Abstentions | Abstentions                 | Abstentions    | 4 423        | 33,75        | 3 573       | 27,23       |  |
| Votants | Votants                     | Votants        | 8 683        | 66,25        | 9 549       | 72,77       |  |
| Blancs et nuls | Blancs et nuls              | Blancs et nuls | 175          | 2,02         | 112         | 1,17        |  |
| Exprimés | Exprimés                    | Exprimés       | 8 508        | 97,98        | 9 437       | 98,83       |  |
| Source : France, Ministère de l'intérieur. Les Elections législatives . Métropole., la Documentation française, 1963 (lire en ligne) |                             |                |              |              |             |             |  |

Le suppléant de Léopold Héder était Paul Ophion, comptable.

### Élections de 1967
| | Hector Rivierez élu   | UD-Ve          | 5 690  | 53,35  |  |  |  |
| | Léopold Héder sortant | PSG            | 4 790  | 44,91  |  |  |  |
| | Constant Chlore       | Divers         | 185    | 1,73   |  |  |  |
| |                       |                |        |        |  |  |  |
| Inscrits | Inscrits              | Inscrits       | 15 558 | 100,00 |  |  |  |
| Abstentions | Abstentions           | Abstentions    | 4 678  | 30,07  |  |  |  |
| Votants | Votants               | Votants        | 10 880 | 69,93  |  |  |  |
| Blancs et nuls | Blancs et nuls        | Blancs et nuls | 215    | 1,98   |  |  |  |
| Exprimés | Exprimés              | Exprimés       | 10 665 | 98,02  |  |  |  |
| Source : France, Ministère de l'intérieur. Les Elections législatives . Métropole., la Documentation française, 1974 (lire en ligne) |                       |                |        |        |  |  |  |

Le suppléant de Hector Riviérez était Paul Jean-Louis, professeur au lycée Félix Eboué.

### Élections de 1968
| | Hector Rivierez sortant réélu | UDR (URP)      | 5 344  | 57,12  |  |  |  |
| | Léopold Héder                 | Divers gauche  | 4 012  | 42,88  |  |  |  |
| |                               |                |        |        |  |  |  |
| Inscrits | Inscrits                      | Inscrits       | 15 967 | 100,00 |  |  |  |
| Abstentions | Abstentions                   | Abstentions    | 6 437  | 40,31  |  |  |  |
| Votants | Votants                       | Votants        | 9 530  | 59,69  |  |  |  |
| Blancs et nuls | Blancs et nuls                | Blancs et nuls | 174    | 1,83   |  |  |  |
| Exprimés | Exprimés                      | Exprimés       | 9 356  | 98,17  |  |  |  |
| Source : France, Ministère de l'intérieur. Les Elections législatives . Métropole., la Documentation française, 1974 (lire en ligne) |                               |                |        |        |  |  |  |

Le suppléant de Hector Riviérez était Paul Jean-Louis, professeur au lycée Félix Eboué.

### Élections de 1973
| | Hector Rivierez sortant réélu | UDR (URP)      | 5 988  | 55,99  |  |  |  |
| | Henri Agarande                | PSG            | 4 329  | 40,48  |  |  |  |
| | Jean-Claude Montgenie         | COM            | 227    | 2,12   |  |  |  |
| | Frédéric Bourgarel            | Extrême gauche | 150    | 1,40   |  |  |  |
| |                               |                |        |        |  |  |  |
| Inscrits | Inscrits                      | Inscrits       | 18 210 | 100,00 |  |  |  |
| Abstentions | Abstentions                   | Abstentions    | 7 096  | 38,97  |  |  |  |
| Votants | Votants                       | Votants        | 11 114 | 61,03  |  |  |  |
| Blancs et nuls | Blancs et nuls                | Blancs et nuls | 420    | 3,78   |  |  |  |
| Exprimés | Exprimés                      | Exprimés       | 10 694 | 96,22  |  |  |  |
| Source : France, Ministère de l'intérieur. Les Elections législatives . Métropole., la Documentation française, 1974 (lire en ligne) |                               |                |        |        |  |  |  |

Le suppléant de Hector Riviérez était Auguste Dédé, directeur d'école publique à Rémire-Montjoly.

### Élections de 1978
|                | Hector Riviérez sortant réélu | RPR            | 6 810  | 53,34  |  |  |  |
|                | Albert Lecante                | PSG            | 5 522  | 43,25  |  |  |  |
|                | Rodolphe Vérin                | Divers         | 228    | 1,79   |  |  |  |
|                | Étienne-Yves Barrat           | Divers         | 208    | 1,63   |  |  |  |
|                |                               |                |        |        |  |  |  |
| Inscrits       | Inscrits                      | Inscrits       | 22 052 | 100,00 |  |  |  |
| Abstentions    | Abstentions                   | Abstentions    | 8 890  | 40,31  |  |  |  |
| Votants        | Votants                       | Votants        | 13 162 | 59,69  |  |  |  |
| Blancs et nuls | Blancs et nuls                | Blancs et nuls | 394    | 2,99   |  |  |  |
| Exprimés       | Exprimés                      | Exprimés       | 12 768 | 97,01  |  |  |  |

Le suppléant d'Hector Riviérez était Paulin Bruné, conseiller général, cadre à l'institut d'émission d'outre-mer.

### Élections de 1981
| Candidat       | Candidat                | Parti          | Premier tour | Premier tour | Second tour | Second tour |  |
| Candidat       | Candidat                | Parti          | Voix         | %            | Voix        | %           |  |
| -------------- | ----------------------- | -------------- | ------------ | ------------ | ----------- | ----------- |  |
|                | Élie Castor élu         | PSG            | 5 661        | 51,19        | 7 210       | 53,56       |  |
|                | Hector Riviérez sortant | RPR (UNM)      | 5 398        | 48,81        | 6 252       | 46,44       |  |
|                |                         |                |              |              |             |             |  |
| Inscrits       | Inscrits                | Inscrits       | 23 052       | 100,00       | 23 066      | 100,00      |  |
| Abstentions    | Abstentions             | Abstentions    | 11 717       | 50,83        | 9 380       | 40,67       |  |
| Votants        | Votants                 | Votants        | 11 335       | 49,17        | 13 686      | 59,33       |  |
| Blancs et nuls | Blancs et nuls          | Blancs et nuls | 276          | 2,43         | 224         | 1,64        |  |
| Exprimés       | Exprimés                | Exprimés       | 11 059       | 97,57        | 13 462      | 98,36       |  |

Le suppléant d'Élie Castor était Jean Ho-You-Fat, adjoint au maire de Cayenne, membre du Parti socialiste guyanais.
Élie Castor siégeait au groupe parlementaire socialiste.